# Makmur (Pasaribu Tobing)
Makmur is een bestuurslaag in het regentschap Tapanuli Tengah van de provincie Noord-Sumatra, Indonesië. Makmur telt 790 inwoners (volkstelling 2010).